# Корицька Галина Василівна
Галина Василівна Корицька ( 12 березня 1952, с. Монастирок Ярмолинецький район Хмельницька область) — подільська письменниця, поетеса, активна громадська діячка, заступник голови Хмельницького обласного осередку Всеукраїнської творчої спілки «Конгрес літераторів України».

## Біографія
Галина Корицька народилася в селі Монастирок Ярмолинецького району на Хмельниччині в сім`ї хліборобів. В 1954 році переїхала з родиною в сусіднє село Михалківці, що стало для неї рідним, де минуло раннє дитинство та шкільні роки у Михалковецькій восьмирічній школі, яку закінчила у 1967 році. У 1969 році закінчила 9-10-й клас Михайлівської середньої школи. Закінчила Хмельницький торговий технікум. Працювала в торговій сфері м. Хмельницького, зокрема в Хмельницькій обласній оптово-роздрібній конторі «Укрторгбудматеріали» на різних посадах. Вийшла заміж. Народила та виростила двоє дітей — сина і доньку. Має троє онуків. Проживає у місті Хмельницькому. Відвідувала літературну студію. Перші поетичні твори були надруковані у Ярмолинецькій районній газеті «Вперед» у 1967 році.

## Літературна діяльність
В літературу рідного краю Галина Корицька по-справжньому увійшла порівняно недавно. Її вірші публікуються на шпальтах місцевих газет. на порталі «Жінка- Українка». В альманаху «Медобори» (літературно художнє видання Хмельницького обласного осередку ВТС «Конгрес літераторів України»), у книзі Станіслави Старостіної «Увійшли у безсмертя…» (2017 р.) пам'яті Героїв Небесної Сотні і воїнів АТО Хмельниччини. Має дві поетичні збірки. Перша- «Роси на світанку», видавець ФОП Цюпак, Хмельницький, 2015 р., що вміщує у собі 100 віршів. Поділена вона на 10 розділів: Підіймаються ранні дими; Жіноче щастя; Задивлюся в дзеркало душі; А я б вам небо прихилила, діти; Як би ж то вміло серце розмовляти; Читались вірші; І далеке, і рідне; Чому немає голосу в душі; І опадає з яблунь білий цвіт; Роси росяться на світанку; що дуже полюбились читачам. Головна тема віршів — любов, що не заздрить, не провокує, а любить. Любить сонце, землю, людей… Любить рідних, що поруч і що вже відійшли у вічність… Друга збірка поезій «Рідна земле моя», видавець ФОП Цюпак. м. Хмельницький. 2018 р. В ній зібрані поезії 2015—2017 рр. де вміщено понад 70 віршів, що звучать, як емоційний поетичний літопис сучасної України, писаний кров'ю Героїв Небесної Сотні, кров'ю наших воїнів на Сході. Перший розділ — Тобі, Україно. Другий і третій розділи книги (Вітчизни рать; Ясніли світом сині небеса) — це барвиста поема української патріотики, яка бурлить вулканом почуттів і болю від того, що діється в Україні. В поетичних творах постають монументами поезії «Батя», «Воїн», «Волонтери», «Не убивай», «І знову сонце вмилося в крові», «А ти любив ці ранки голубі»… Вражає серце оспіваний протест курсантів Нахімовців, які заспівали Гімн України під час підняття чужинецького прапора над Академією ВМС у Севастополі. Розділи збірки з Криниці ранку; Цінності життя. В них ми бачимо глибоку філософію життя у віршах «Мамо», «Усе від жінки», «Палімпсест», «Совість», «На розп'ятті вітрів»… Тобто збірка поезій « Рідна земле моя», як життєдайний ковток цілющої води з криниці нашого сьогодення. До того ж Г. Корицька активна громадська діячка. Заступник голови Хмельницького обласного осередку Всеукраїнської творчої спілки «Конгрес літераторів України». Активно співпрацює з обласною, центральною міською (15 бібліотек- філій), бібліотеками міста і області. Провела ряд літературно творчих зустрічей зі студентською та учнівською молоддю міста. Три роки поспіль є активною учасницею міського літературного фестивалю «Слово єднає». У 2015—2017рр. брала участь у щотижневих акціях на допомогу воїнам АТО. (Організатор акції письменниця, волонтер Оксана Радушинська, співорганізатор -співак Віктор Шайда). На її вірші пишуть пісні відомі подільські композитори. У 2016 році Галина Корицька стала дипломантом міського конкурсу «На кращу пісню про місто Хмельницький» з піснею «Мій Хмельницький чарівний», що стала візитівкою нашого міста. За літературно творчу працю, за високу патріотичну поезію, що доносить авторка у своїх творах до підростаючого покоління була нагороджена Дипломами, Грамотами, Подяками Хмельницького міського управління культури, обласного управління культури, Почесною Грамотою Хмельницької обласної ради (2016 р.). Нагороджена медаллю «Чарівна сила України» (2017 р.). Заступник голови Хмельницького обласного осередку Всеукраїнської творчої спілки  «Конгрес літераторів України».
Автор збірок поезій та художньої прози
- Корицька Г. В.  Роси на світанку.  Поезія. -  Хмельницький: Видавець ФОП  Цюпак А.А.,  2015.   - 120 с.
- Корицька Г.В.  Рідна земле моя.  Поезія. - Хмельницький: Видавець  ФОП  Цюпак А.А., 2018.    -  88 с.
- Корицька Г.В. Ріка життя. Проза. -  Хмельницький: Видавець   ФОП  Цюпак А.А., 2019.   -  84 с.

Участь у збірниках та альманахах:
1. МЕДОБОРИ - 11 альманах. – Хмельницький: Видавець  ФОП Цюпак  А.А. ,  2016 280 с.
2. МЕДОБОРИ - 12 альманах. - Хмельницький: Видавець  ФОП Цюпак А.А. , - 2017  300 с.
3. УВІЙШЛИ У БЕЗСМЕРТЯ… Книга пам’яті Героїв Небесної Сотні і воїнів АТО Хмельниччини. Станіслава Старостіна: - Хмельницький.  Видавець ФОП Цюпак  А.А.,  2017. - 211 с.
4. СКАРБНИЦЯ МУДРОСТІ. Літературний альманах. – Хмельницький. Видавець ФО-П Стасюк Л.С.,2017. – 216 с.
5. СЛОВО ЄДНАЄ. Літературний альманах. Ред. - упорядники Т.С.Козицька, В.Ц.Міхалевський.  – Хмельницький: Видавець ФОП Цюпак А.А., 2018. 306 с.
6. МЕДОБОРИ - 13;  альманах.  – Хмельницький: Видавець  ФОП  Цюпак А.А., 2018. - 306 с.
7. МЕДОБОРИ - 14;  альманах.  - Хмельницький:  Видавець  ПП Мельник А.А., 2018. - 366 с.
8. МЕДОБОРИ - 15;  альманах.  – Хмельницький:  Видавець ФОП  Цюпак А.А., 2019.  - 360 с.
9. ТАК НІХТО НЕ КОХАВ…  Літературний альманах.  – Хмельницький. Видавець  Стасюк Л.С., 2019 - 216 с.
10. У  ПОШУКАХ  АЛЬТЕРНАТИВИ. Поезія сучасної України. Двотомне поетичне видання.  Частина І, Ред.- упорядник  С. Сокольник  м. Київ: Видавець  Федоров О.М.,  «Друкарський двір Олега Федорова» , 2020.  – 530 с.
11. СЛОВО ЄДНАЄ.  Літературний альманах. Ред. - упорядники Т.С.Козицька, В.Ц.Міхалевський.  – Хмельницький: Видавець ФОП Цюпак А.А., 2020. 306 с.
12. МЕДОБОРИ - 16;  альманах.  – Хмельницький:  Видавець ФОП  Цюпак А.А., 2020. - 250  с.

## ДЖЕРЕЛА
1. МЕДОБОРИ - 13  альманах . автор Кульбовський М.М. – Хмельницький: видавець ФОП Цюпак А.А., 2018. 306 с.
2. «Подільські вісті»  № 14 Л. Рудковська «Окриленість її душі».
3. Галина  Корицька. З Україною в серці (біографічна довідка) // Портал «Жінка-Українка» , 2017 р.
4. З ПОДІЛЬСЬКОГО КОРЕНЯ  книга 10 Кульбовський М.М. видавець ФОП Цюпак А. А., 2018 . 188 с.
5. Хмельницька обласна газета «Подільські вісті» №24 ; 31; 33; 35; 41; 47 - 2018 р.   №4 – 2019 р.
6. Сімейна газета.  Всеукраїнське видання  № 25   21.06.2018 р.
7. Газета  «Вперед» Ярмолинецької районної ради.
8. «Актуально для подолян», «Проскурів».
9. Інтернет журнал «Жінка - українка».

1. ↑  Червень 2022 – Методична скарбниця. Методична  скарбниця (укр.). Процитовано 1 лютого 2023.
2. ↑  Медобор. Альманах, №17. Житомир: TOB "Видавничий дім" "Бук-Друк". 2021. с. 200—208. ISBN 978-617-8079-42-0.